# Okamejei
Okamejei is een geslacht van kraakbeenvissen uit de familie van de Rajidae.

## Soorten
- Okamejei acutispina (Ishiyama, 1958)
- Okamejei arafurensis Last & Gledhill, 2008
- Okamejei boesemani (Ishihara, 1987)
- Okamejei cairae Last, Fahmi & Ishihara, 2010
- Okamejei heemstrai (McEachran & Fechhelm, 1982)
- Okamejei hollandi (D. S. Jordan & R. E. Richardson, 1909)
- Okamejei kenojei (J. P. Müller & Henle, 1841)
- Okamejei leptoura Last & Gledhill, 2008
- Okamejei meerdervoortii (Bleeker, 1860)
- Okamejei mengae Jeong, Nakabo & H. L. Wu, 2007
- Okamejei ornata Weigmann, Stehmann & Thiel, 2015
- Okamejei panayensis Misawa, Babaran & Motomura, 2022
- Okamejei philipi (Lloyd, 1906)
- Okamejei schmidti (Ishiyama, 1958)